# Dzięcielina

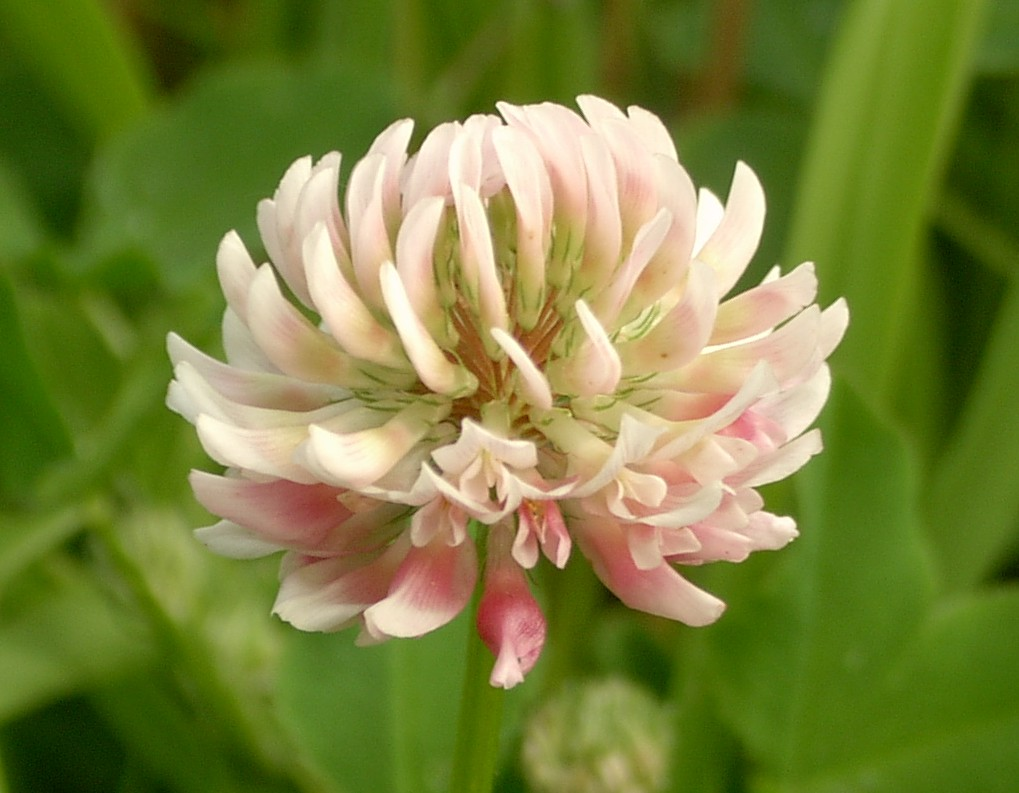
Koniczyna białoróżowa

Dzięcielina – dawna regionalna nazwa różnych gatunków roślin pastewnych z rodziny bobowatych (motylkowatych), zwłaszcza koniczyny, lucerny sierpowatej i sparcety siewnej.
Nazwa ta pojawiła się w pierwszej księdze poematu „Pan Tadeusz” Adama Mickiewicza.  Znajduje się tu fragment:
Gdzie bursztynowy świerzop, gryka  jak śnieg biała

Gdzie panieńskim rumieńcem dzięcielina pała.
Trzykrotnie dzięcielina pojawia się w opisach przyrody w „Nad Niemnem” Elizy Orzeszkowej:
Równinę przerzynały drogi białe i trochę zieleniejące od z rzadka porastającej je trawy; ku nim, niby strumienie ku rzekom, przybiegały z pól miedze, całe błękitne od bławatków, żółte od kamioły, różowe od dzięcieliny i smółek. (tom 1, rozdz. 1)
Szlakiem wzdłuż ogrodu przez koła wyżłobionym i białą dzięcieliną usianym wyszli na nieszeroką drogę, która okolicę z polem rozdzielała. (tom I, rozdz. 6)
Na spasionych miedzach, gładkich i pustych, zaledwie gdzieniegdzie sterczały nagie łodygi cykorii, ciemną czerwienią iskrzyły się bujne kity końskiego szczawiu, drobne puchy kotków i żółknące dzięcieliny trwożnie przypadały ku stwardniałym krawędziom zagonów. (tom III, rozdz. 3)